# Vytautas Žalakevičius
Vytautas Žalakevičius, född 14 april 1930 i Kaunas, död 12 november 1996 i Vilnius, var en litauisk filmregissör och manusförfattare.

## Biografi
Žalakevičius studerade matematik och teknik vid Kaunas universitet i två år. Från 1951 till 1956 studerade han filmregi under Micheil Tjiaureli och Grigorij Aleksandrov på VGIK i Moskva. Han blev känd 1956 med sin film Adam vill vara en man med Donatas Banionis i huvudrollen och hans lärare, Juozas Miltinis. Hans mest kända film, Ingen ville dö, med litauiska och lettiska aktörer, förde honom till ett internationellt erkännande. 
Från 1974 till 1980, var Žalakevičius personaldirektör på Mosfilm, men hans Moskvaperiod var mindre produktiv, så han återvände till Litauen. Han ägnade sig sedan åt upprättandet av en oberoende litauisk filmindustrin, och fortsatte arbeta med internationellt etablerade litauiska, ryska och lettiska aktörer. Han tyckte också om att regissera och skriva för TV-produktion.

## Erkännande
Žalakevičius var konstnärlig ledare för litauiska Filmstudion. Han utsågs till Folkets artist i den litauiska SSR (1981) och Folkets artist i den ryska SFSR (1980). Han var vice ordförande i den litauiska statliga kommittén för Cinematografi och medlem av litauiska författarförbundet och sovjetiska författarförbundet.

## Filmografi
- 1956: Skenduolis (examensarbete, kortfilm)
- 1959: Adam wants to be a man (Adomas nori būti žmogumi)
- 1963: Chronicles of one day (Vienos dienos kronika)
- 1965: Nobody Wanted to Die (Niekas nenorėjo mirti)
- 1968  Feelings (LT: Jausmal), Lithauens Filmstudio
- 1970: Everything about Columbus (Visa teisybė apie Kolumbą)
- 1973: That Sweet Word: Liberty!  (Это сладкое слово — свобода!)
- 1978: Centaurs (Kentaurai)
- 1980: Story of an unknown man (Nepažįstamo žmogaus pasakojimas)
- 1981: Fact (Faktas)
- 1982: Apology (Atsiprašau)
- 1987: Sunday in hell (Savaitgalį pragare)
- 1991: Tale of a non-turned-off Moon (Žvėris, išeinantis iš jūros)